# عشق و افسار
عشق و افسار (انگلیسی: Love and Leashes; کره‌ای: 모럴센스) یک فیلم کمدی رمانتیک سال ۲۰۲۲ محصول کره جنوبی بر پایهٔ وب‌تون حس اخلاقی از گه‌ئول است. این فیلم به کارگردانی پارک هیون جین و با بازی سوهیون و لی جون یونگ است. این فیلم در ۱۱ فوریه ۲۰۲۲ در روز ولنتاین در نتفلیکس منتشر شد.

## بازیگران

### اصلی
- سوهیون در نقش جونگ جی وو[۳]
- لی جون یونگ در نقش جونگ جی هو[۴]

### مکمل
- لی ال در نقش هه می
- سو هیون وو در نقش لیدر تیم هوانگ
- کیم هان نا در نقش یونا
- لی سوک هیونگ در نقش وو هیوک[۵]
- کیم بو را در نقش هانا[۶]
- بک هیون جو در نقش مادر جونگ جی وو[۷]
- آن سونگ گیون در نقش لی هان

## بازخورد
در وبسایت بازبینی‌خوانی راتن تومیتوز، ۸۰٪ از ۵ بررسی منتقدان مثبت است و این فیلم میانگین امتیاز ۶٫۲/۱۰ را در اختیار دارد.